# گویش کجوری
گویش کجوری یا طبری کجوری یا مازندرانی کجوری (نوشهری، نوری، رویانی، یوشیج، کندلوسی، مازندرانی) گویشی از زبان مازندرانی و شاخه‌ای از گویش طبری رویانی است که در نواحی غربی استان مازندران همچون شهرستان نوشهر، نور، رویان و شرق چالوس گویش می‌شود. این گویش از سمت شرق با گویش آملی در شهرستان آمل و از سمت غرب با گویش کلارستاقی در غرب شهر چالوس هم‌جوار است. محدوده کجور از رود چالوس تا سولده (نور) امتداد دارد و به گفته حبیب برجیان گویش کجوری گویشی از زبان مازندرانی می‌باشد. گویش نور مرتبط با گویش البرز مرکزی کجور می‌باشد.

## تقسیم‌بندی
گویش کاسپینی تکلم‌شده در کجور از نظر ساختاری مازندرانی است و نسبت به آن از لحاظ فونولوژی، مورفولوژی و سینتکس واگرایی‌هایی دارد. این باعث شده کجوری و مازندرانی دشت‌های شرقی و مرکزی مازندران نظیر آمل، بابل، شاهی، ساری و آن نواحی به‌طور متقابل برای گویشوران یکدیگر زیاد مفهوم نباشند. سطح پایین قابلیت فهم ممکن است به خاطر واژگان نیز باشد. واگرایی کجوری از مازندرانی را می‌توان با موقعیت آن در محل تلاقی دو زنجیرهٔ گویشی توضیح داد: از لحاظ عرض جغرافیایی گروه زبان‌های کاسپین مرکزی (شامل کلارستاقی و تنکابنی)، انتقالی بین مازندرانی و گیلکی؛ و نیز از لحاظ طول جغرافیایی، منطقهٔ زبان‌شناسانهٔ البرز مرکزی، که از کجور تا یوش به سوی جنوب در دره نور و سپس به ولاترو و دره‌های جاجرود شمالی و کرج در سوی شمالی تهران امتداد می‌یابد.
زبان طبری یا زبان مازندرانی نام یکی از زبان‌های ایرانی شمال‌غربی است که در گروه زبان‌های کاسپین قرار دارد. این زبان خود دارای گویش‌ها و لهجه‌های بسیاری است.
طبری رویانی یکی از کهن‌ترین گویش‌های زبان مازندرانی است که در نواحی غربی طبرستان گویش می‌شد که خود به دو لهجهٔ طبری کلارستاقی و طبری کجوری تقسیم می‌شود. منطقه رویان کهن از نواحی غربی طبرستان بوده است که شامل شهرستان‌های نور، نوشهر، چالوس، کلاردشت (کلار)، عباس‌آباد (لنگا)، تنکابن و رامسر (سختسر) می‌شده است و گاهی مرز غربی آن تا رودسر (هوسم) ادامه می‌یافت؛ مردم رویان کهن به زبان طبری و گویش طبری رویانی که زبان اسپهبدان طبرستان نیز بود سخن می‌گفتند.
گویش کجوری شاخه‌ای از گویش طبری رویانی است که در شهرستان‌های نور و نوشهر گویش می‌شود.
لهجه کلارستاقی گوریشی است که در شهرستان‌های چالوس، کلاردشت، عباس‌آباد و همچنین نواحی شرقی تنکابن همچون نشتارود گویش می‌شود.

## کجور
محدودهٔ تاریخی کجور از شمال به دریای مازندران از غرب به رود چالوس از شرق به سولده (نور) و از جنوب به دره نور محدود می‌شود. منطقه کجور به همراه کلارستاق و تنکابن بخشی از رویان کهن بود که بعدها رسمتدار نام گرفت. رویان کهن از نواحی غربی طبرستان محسوب می‌شده است.

## دستور زبان

### ضمایر
در گویش کجوری ضمیر سه حالت دارد: فاعلی، مفعولی و ملکی.
نمونه‌های زیر براساس گویش کندلوس شهرستان نوشهر و گویش یوش شهرستان نور و گویش نجی بلده شهرستان نور صرف شده‌اند.
| ضمیر                   | ۱ مفرد    | ۲ مفرد    | ۳ مفرد    | ۱ جمع     | ۲ جمع       | ۳ جمع          |
| ---------------------- | --------- | --------- | --------- | --------- | ----------- | -------------- |
| فاعلی، کندلوس (نوشهر)  | men       | tu        | ve/vi     | amâ       | šemâ        | vešun          |
| مفعولی، کندلوس (نوشهر) | menâ/mane | terâ/tere | verâ/vire | amâre     | šemâre      | vešunre        |
| ملکی، کندلوس (نوشهر)   | me/mene   | te/tene   | ve/vene   | ame/amene | šeme/šemene | vešune         |
| فاعلی، یوش (نور)       | men/man   | tu/te     | vi        | amâ       | šomo        | vešun/vešân    |
| مفعولی، یوش (نور)      | mane/meno | tere/tero | vire/vero | amâre     | šomore      | vešuno/vešanâ  |
| ملکی، یوش (نور)        | mi        | ti/te     | vi/ve     | ame       | šeme        | vešune/vešâne  |
| فاعلی، نچ بلده (نور)   | men       | tu        | ve        | amâ       | šemâ        | vešun          |
| مفعولی، نچ بلده (نور)  | mene      | tere      | vere      | amâre     | šemâre      | vešune/vešunre |
| ملکی، نچ بلده (نور)    | me        | te        | ve        | ame       | šeme        | vešune         |

### شناسه (گویش کندلوس)
در زبان فارسی دو دسته شناسه داریم: گذشته و حال. اما در گویش کجوری سه دسته شناسه داریم: گذشته، حال ساده و حال التزامی. (نمونه زیر بر اساس گویش کندلوس شهرستان نوشهر تنظیم شده است)
۱. گذشته:
- بن ماضی ساده: -ba-zu = زد
- بن ماضی استمراری: -zu = می‌زد

| گذشته | ۱ مفرد | ۲ مفرد | ۳ مفرد | ۱ جمع | ۲ جمع | ۳ جمع |
| ----- | ------ | ------ | ------ | ----- | ----- | ----- |
| شناسه | ema    | i      | e      | emi   | eni   | ena   |

۲. حال ساده:
- بن مضارع اخباری: -za = می‌زند

| حال ساده | ۱ مفرد | ۲ مفرد | ۳ مفرد | ۱ جمع | ۲ جمع | ۳ جمع |
| -------- | ------ | ------ | ------ | ----- | ----- | ----- |
| شناسه    | ema    | eni    | ene    | emmi  | enni  | enna  |

۳. حال التزامی:
- بن مضارع التزامی: -ba-zen = بزن

| حال التزامی | ۱ مفرد | ۲ مفرد | ۳ مفرد | ۱ جمع | ۲ جمع | ۳ جمع |
| ----------- | ------ | ------ | ------ | ----- | ----- | ----- |
| شناسه       | em     | i      | e      | im    | in    | en    |

### صرف فعل (گویش کندلوس)
در جدول زیر فعل زدن (bazuen) بر اساس گویش یوش نور در زمان‌های مختلف صرف می‌شود. برای منفی کردن این فعل در زمان‌های: گذشته ساده، گذشته کامل، گذشته التزامی، گذشته کامل التزامی و حال التزامی n جایگزین b در ابتدای فعل می‌شود و در زمان‌های گذشته استمراری و حال ساده na در ابتدای فعل می‌آید بنابراین نفی زمان‌های گذشته ساده و گذشته استمراری یک صورت دارد. همچنین دو زمان گذشته و حال در حال انجام na در ابتدای فعل اصلی قرار می‌گیرد.
| زمان/شخص           | ۱ مفرد        | ۲ مفرد       | ۳ مفرد       | ۱ جمع         | ۲ جمع          | ۳ جمع          |
| ------------------ | ------------- | ------------ | ------------ | ------------- | -------------- | -------------- |
| گذشته ساده         | bazuma        | bazui        | bazue        | bazumi        | bazuni         | bazuna         |
| گذشته کامل         | bazu-bima     | bazu-bi      | bazu-bie     | bazu-bimi     | bazu-bini      | bazu-bina      |
| گذشته التزامی      | bazu-buem     | bazu-bui     | bazu-bue     | bazu-buim     | bazu-buin      | bazu-buen      |
| گذشته التزامی کامل | bazu-bi-buem  | bazu-bi-bui  | bazu-bi-bue  | bazu-bi-buim  | bazu-bi-buin   | bazu-bi-buen   |
| گذشته استمرای      | zuma          | zui          | zue          | zumi          | zuni           | zuna           |
| گذشته در حال انجام | davema-zuma   | davi-zui     | dave-zue     | davemi-zumi   | daveni-zuni    | davena-zune    |
| حال ساده/آینده     | zamma         | zani         | zanne        | zammi         | zanni          | zanna          |
| حال در حال انجام   | darema-zamma  | dareni-zani  | dare-zanne   | daremi-zammi  | darenni-zanni  | darenna-zanna  |
| حال التزامی        | bazenem       | bazeni       | bazene       | bazenim       | bazenin        | bazenen        |
| آینده              | xâyme bazenem | xâyni bazeni | xâyne bazene | xâymi bazenim | xâynni bazenin | xâynne bazenen |

### شناسه (گویش یوش)
در زبان فارسی دو دسته شناسه داریم: گذشته و حال. اما در گویش کجوری سه دسته شناسه داریم: گذشته، حال ساده و حال التزامی. (نمونه زیر بر اساس گویش یوش شهرستان نور تنظیم شده است)
۱. گذشته:
- بن ماضی ساده: -ba-zu = زد
- بن ماضی استمراری: -zu = می‌زد

| گذشته | ۱ مفرد | ۲ مفرد | ۳ مفرد | ۱ جمع | ۲ جمع | ۳ جمع |
| ----- | ------ | ------ | ------ | ----- | ----- | ----- |
| شناسه | emo    | i      | o      | emi   | eni   | eno   |

۲. حال ساده:
- بن مضارع اخباری: -za = می‌زند

| حال ساده | ۱ مفرد | ۲ مفرد | ۳ مفرد | ۱ جمع | ۲ جمع | ۳ جمع |
| -------- | ------ | ------ | ------ | ----- | ----- | ----- |
| شناسه    | emo    | eni    | eno    | emmi  | enni  | enno  |

۳. حال التزامی:
- بن مضارع التزامی: -ba-zen = بزن

| حال التزامی | ۱ مفرد | ۲ مفرد | ۳ مفرد | ۱ جمع | ۲ جمع | ۳ جمع |
| ----------- | ------ | ------ | ------ | ----- | ----- | ----- |
| شناسه       | om     | i      | o      | im    | in    | on    |

### صرف فعل (گویش یوش)
در جدول زیر فعل زدن (bazuen) بر اساس گویش یوش شهرستان نور در زمان‌های مختلف صرف می‌شود. برای منفی کردن این فعل در زمان‌های: گذشته ساده، گذشته کامل، گذشته التزامی، گذشته کامل التزامی و حال التزامی n جایگزین b در ابتدای فعل می‌شود و در زمان‌های گذشته استمراری و حال ساده na در ابتدای فعل می‌آید بنابراین نفی زمان‌های گذشته ساده و گذشته استمراری یک صورت دارد. همچنین دو زمان گذشته و حال در حال انجام na در ابتدای فعل اصلی قرار می‌گیرد.
| زمان/شخص           | ۱ مفرد        | ۲ مفرد      | ۳ مفرد       | ۱ جمع        | ۲ جمع         | ۳ جمع         |
| ------------------ | ------------- | ----------- | ------------ | ------------ | ------------- | ------------- |
| گذشته ساده         | bazumo        | bazui       | bazuo        | bazumi       | bazuni        | bazuno        |
| گذشته کامل         | bazu-bimo     | bazu-bi     | bazu-bio     | bazu-bimi    | bazu-bini     | bazu-bino     |
| گذشته التزامی      | bazu-bom      | bazu-boi    | bazu-bo      | bazu-boim    | bazu-boin     | bazu-boen     |
| گذشته التزامی کامل | bazu-bi-bom   | bazu-bi-boi | bazu-bi-bo   | bazu-bi-boim | bazu-bi-boin  | bazu-bi-boen  |
| گذشته استمرای      | zumo          | zui         | zuo          | zumi         | zuni          | zuno          |
| گذشته در حال انجام | davemo-zumo   | davi-zui    | davo-zuo     | davemi-zumi  | daveni-zuni   | daveno-zuno   |
| حال ساده/آینده     | zammo         | zani        | zanno        | zammi        | zanni         | zanno         |
| حال در حال انجام   | daremo-zammo  | dareni-zani | dareno-zanno | daremi-zammi | darenni-zanni | darenno-zanno |
| حال التزامی        | bazenom       | bazeni      | bazeno       | bazenim      | bazenin       | bazenon       |
| آینده نوع اول      | xâmmo bazenom | xâni bazeni | xâno bazeno  | xâmi bazenim | xânni bazenin | xânno bazenon |
| آینده نوع دوم      | veno bazenom  | veno bazeni | veno bazeno  | veno bazenim | veno bazenin  | veno bazenon  |

### شناسه (گویش نچ)
در زبان فارسی دو دسته شناسه داریم: گذشته و حال. اما در گویش نچ سه دسته شناسه داریم: گذشته، حال ساده و حال التزامی. (نمونه زیر بر اساس گویش نچ بلده شهرستان نور تنظیم شده است)
۱. گذشته:
- بن ماضی ساده: -ba-zu = زد
- بن ماضی استمراری: -zu = می‌زد

| گذشته | ۱ مفرد | ۲ مفرد | ۳ مفرد | ۱ جمع | ۲ جمع | ۳ جمع |
| ----- | ------ | ------ | ------ | ----- | ----- | ----- |
| شناسه | eme    | i      | e      | emi   | eni   | ene   |

۲. حال ساده:
- بن مضارع اخباری: -za = می‌زند

| حال ساده | ۱ مفرد | ۲ مفرد | ۳ مفرد | ۱ جمع | ۲ جمع | ۳ جمع |
| -------- | ------ | ------ | ------ | ----- | ----- | ----- |
| شناسه    | eme    | eni    | ene    | emmi  | eneni | enene |

۳. حال التزامی:
- بن مضارع التزامی: -ba-zen = بزن

| حال التزامی | ۱ مفرد | ۲ مفرد | ۳ مفرد | ۱ جمع | ۲ جمع | ۳ جمع |
| ----------- | ------ | ------ | ------ | ----- | ----- | ----- |
| شناسه       | em     | i      | e      | im    | in    | en    |

### صرف فعل (گویش نچ)
در جدول زیر فعل زدن (bazuen) بر اساس گویش نچ شهرستان نور در زمان‌های مختلف صرف می‌شود. برای منفی کردن این فعل در زمان‌های: گذشته ساده، گذشته کامل، گذشته التزامی، گذشته کامل التزامی و حال التزامی n جایگزین b در ابتدای فعل می‌شود و در زمان‌های گذشته استمراری و حال ساده na در ابتدای فعل می‌آید بنابراین نفی زمان‌های گذشته ساده و گذشته استمراری یک صورت دارد. همچنین دو زمان گذشته و حال در حال انجام na در ابتدای فعل اصلی قرار می‌گیرد.
| زمان/شخص           | ۱ مفرد       | ۲ مفرد      | ۳ مفرد      | ۱ جمع        | ۲ جمع           | ۳ جمع           |
| ------------------ | ------------ | ----------- | ----------- | ------------ | --------------- | --------------- |
| گذشته ساده         | bazume       | bazui       | bazue       | bazumi       | bazuni          | bazune          |
| گذشته کامل         | bazu-veme    | bazu-vi     | bazu-vie    | bazu-vimi    | bazu-vini       | bazu-vine       |
| گذشته التزامی      | bazu-vum     | bazu-vui    | bazu-vu     | bazu-vuim    | bazu-vuin       | bazu-vuen       |
| گذشته التزامی کامل | bazu-vi-vum  | bazu-vi-vui | bazu-vi-vu  | bazu-vi-vuim | bazu-vi-vuin    | bazu-vi-vuen    |
| گذشته استمرای      | zume         | zui         | zue         | zumi         | zuni            | zune            |
| گذشته در حال انجام | dâšteme-zume | dâšti-zui   | dâšte-zue   | dâštemi-zumi | dâšteni-zuni    | dâštene-zune    |
| حال ساده/آینده     | zame         | zani        | zane        | zami         | zaneni          | zanene          |
| حال در حال انجام   | dâreme-zame  | dâreni-zani | dârene-zane | dâremi-zami  | dâreneni-zaneni | dârenene-zanene |
| حال التزامی        | bazenem      | bazeni      | bazene      | bazenim      | bazenin         | bazenen         |
| آینده              | xâme bazenem | xâni bazeni | xâne bazene | xâmi bazenim | xâneni bazenin  | xânene bazenen  |

در جدول زیر فعل انداختن (dinguen) بر اساس گویش نچ شهرستان نور در زمان‌های مختلف صرف می‌شود. برای منفی کردن این فعل در زمان‌های: گذشته ساده، گذشته کامل، گذشته التزامی، گذشته کامل التزامی و حال التزامی n جایگزین b در ابتدای فعل می‌شود و در زمان‌های گذشته استمراری و حال ساده na در ابتدای فعل می‌آید بنابراین نفی زمان‌های گذشته ساده و گذشته استمراری یک صورت دارد. همچنین دو زمان گذشته و حال در حال انجام na در ابتدای فعل اصلی قرار می‌گیرد.
| زمان/شخص           | ۱ مفرد         | ۲ مفرد        | ۳ مفرد        | ۱ جمع          | ۲ جمع             | ۳ جمع             |
| ------------------ | -------------- | ------------- | ------------- | -------------- | ----------------- | ----------------- |
| گذشته ساده         | dingume        | dingui        | dingue        | dingumi        | dinguni           | dingune           |
| گذشته کامل         | dingu-veme     | dingu-vi      | dingu-vie     | dingu-vimi     | dingu-vini        | dingu-vine        |
| گذشته التزامی      | dingu-vum      | dingu-vui     | dingu-vu      | dingu-vuim     | dingu-vuin        | dingu-vuen        |
| گذشته التزامی کامل | dingu-vi-vum   | dingu-vi-vui  | dingu-vi-vu   | dingu-vi-vuim  | dingu-vi-vuin     | dingu-vi-vuen     |
| گذشته استمرای      | angume         | angui         | angue         | angumi         | anguni            | angune            |
| گذشته در حال انجام | dâšteme-angume | dâšti-angui   | dâšte-angue   | dâštemi-angumi | dâšteni-anguni    | dâštene-angune    |
| حال ساده/آینده     | angeme         | angeni        | angene        | angemi         | angeneni          | angenene          |
| حال در حال انجام   | dâreme-angeme  | dâreni-angeni | dârene-angene | dâremi-angemi  | dâreneni-angeneni | dârenene-angenene |
| حال التزامی        | dingenem       | dingeni       | dingene       | dingenim       | dingenin          | dingenen          |
| آینده              | xâme dingenem  | xâni dingeni  | xâne dingene  | xâmi dingenim  | xâneni dingenin   | xânene dingenen   |

در جدول زیر فعل لگد زدن (damten) بر اساس گویش نچ شهرستان نور در زمان‌های مختلف صرف می‌شود. برای منفی کردن این فعل در زمان‌های: گذشته ساده، گذشته کامل، گذشته التزامی، گذشته کامل التزامی و حال التزامی n جایگزین b در ابتدای فعل می‌شود و در زمان‌های گذشته استمراری و حال ساده na در ابتدای فعل می‌آید بنابراین نفی زمان‌های گذشته ساده و گذشته استمراری یک صورت دارد. همچنین دو زمان گذشته و حال در حال انجام na در ابتدای فعل اصلی قرار می‌گیرد.
| زمان/شخص           | ۱ مفرد         | ۲ مفرد        | ۳ مفرد        | ۱ جمع          | ۲ جمع             | ۳ جمع             |
| ------------------ | -------------- | ------------- | ------------- | -------------- | ----------------- | ----------------- |
| گذشته ساده         | dameteme       | dameti        | damete        | dametemi       | dameteni          | dametene          |
| گذشته کامل         | damet-veme     | damet-vi      | damet-vie     | damet-vimi     | damet-vini        | damet-vine        |
| گذشته التزامی      | damet-vum      | damet-vui     | damet-vu      | damet-vuim     | damet-vuin        | damet-vuen        |
| گذشته التزامی کامل | damet-vi-vum   | damet-vi-vui  | damet-vi-vu   | damet-vi-vuim  | damet-vi-vuin     | damet-vi-vuen     |
| گذشته استمرای      | meteme         | meti          | mete          | metemi         | meteni            | metene            |
| گذشته در حال انجام | dâšteme-meteme | dâšti-meti    | dâšte-mete    | dâštemi-metemi | dâšteni-meteni    | dâštene-metene    |
| حال ساده/آینده     | majeme         | majeni        | majene        | majemi         | majeneni          | majenene          |
| حال در حال انجام   | dâreme-majeme  | dâreni-majeni | dârene-majene | dâremi-majemi  | dâreneni-majeneni | dârenene-angenene |
| حال التزامی        | damejem        | dameji        | dameje        | damejim        | damejin           | damejen           |
| آینده              | xâme damejem   | xâni dameji   | xâne dameje   | xâmi damejim   | xâneni damejin    | xânene damejen    |